# Byens Bro
Byens Bro er en bro i Odense for cyklister og fodgængere over jernbaneterrænet ved Odense Banegård. Den åbnede den 29. maj 2015. Den 135 meter lange bro strækker sig fra VUC i Kottesgade til Østre Stationsvej og løber over 15 jernbanespor. Fra broen er der adgang til tre af banegårdens perroner via trapper og elevatorer. Formålet med Byens Bro er at binde byen og havnen sammen for cyklister og fodgængere.
Arkitektfirmaet Gottlieb Paludan + Public Arkitekter vandt arkitektkonkurrencen i december 2012. Anita Jørgensen stod for den kunstneriske del. Den danske entreprenørvirksomhed Bladt Industries, vandt opgaven i et EU-udbud i december 2013. For at kunne rejse den 40 meter høje stålpylon ved Østre Stationsvej og anlægge broen støbte entreprenøren i alt cirka 3.400 tons beton og monterede cirka 435 tons stål.
Den 40 meter høje stålpylon er dog fyldt med fejl, men det vil Bladt Industries ikke erkende.[kilde mangler]

## Navnet Byens Bro
Navnet på broen blev offentliggjort den 29. januar 2015 efter en konkurrence, hvor 1.300 personer deltog, og som blev vundet af Povl Edvard Hansen.

### Dommerkomité
- Jane Jegind (formand), By- og Kulturrådmand
- Anders W. Berthelsen, By- og Kulturudvalget
- Jørgen Volmer, redaktør på Fyens Stiftstidende
- Mads Damsbo, direktør for Brandts
- Birgitte Dyreborg, formand for Cityforeningen
- Hans Christian Drescher, viceforstander på VUC Fyn
- Kirsten Mærsk, direktør Nordatlantisk Hus
- Karen Nielsen, VIVA / Steen & Strøm
- Anja Følleslev, daglig leder af Studenterhuset
- Karin Fynbo, lokalt medlem fra Dansk Cyklist Forbund
- Benjamin Byg - elevrådsformand Odense Katedralskole